# Чемпионат мира по настольному теннису 1932
Чемпионат мира по настольному теннису 1932 года прошёл с 25 по 30 января в Праге (Первая Чехословацкая республика).

## Медалисты
| Разряд                   | Золото | Серебро                                                                             | Бронза                                                                             |
| ------------------------ | --- | ----------------------------------------------------------------------------------- | ---------------------------------------------------------------------------------- |
| Мужской одиночный разряд | Виктор Барна                                                                                                | Миклош Сабадош                                                                      | Иштван Борош                                                                       |
| Мужской одиночный разряд | Виктор Барна                                                                                                | Миклош Сабадош                                                                      | Эрвин Кон                                                                          |
| Женский одиночный разряд | Анна Шипош                                                                                                  | Мария Меднянски                                                                     | Магда Галь                                                                         |
| Женский одиночный разряд | Анна Шипош                                                                                                  | Мария Меднянски                                                                     | Мария Шмидова                                                                      |
| Мужской парный разряд    | Виктор Барна Миклош Сабадош                                                                                 | Ласло Беллак Шандор Гланц                                                           | Чарлз Булл Дэвид Джоунс                                                            |
| Мужской парный разряд    | Виктор Барна Миклош Сабадош                                                                                 | Ласло Беллак Шандор Гланц                                                           | Иштван Борош Тибор Хази                                                            |
| Женский парный разряд    | Мария Меднянски Анна Шипош                                                                                  | Анна Браунова Мария Шмидова                                                         | Вера Павласкова Берта Здобницка                                                    |
| Женский парный разряд    | Мария Меднянски Анна Шипош                                                                                  | Анна Браунова Мария Шмидова                                                         | Анита Денкер Магда Галь                                                            |
| Микст                    | Виктор Барна Анна Шипош                                                                                     | Миклош Сабадош Мария Меднянски                                                      | Ярослав Йилек Мария Шмидова                                                        |
| Микст                    | Виктор Барна Анна Шипош                                                                                     | Миклош Сабадош Мария Меднянски                                                      | Шандор Гланц Магда Галь                                                            |
| Мужской командный турнир | Чехословакия · Михаэль Гробауэр · Станислав Коларж · Йиндржих Лаутербах · Антонин Малечек · Бедржих Никодем | Венгрия · Виктор Барна · Ласло Беллак · Иштван Келен · Лайош Давид · Миклош Сабадош | Австрия · Манфред Феер · Пауль Флюссман · Эрвин Кон · Альфред Либстер · Роберт Тум |